# Titularbistum Agathopolis
Agathopolis (ital.: Agatopoli) ist ein Titularerzbistum der römisch-katholischen Kirche.
Es geht zurück auf ein früheres Bistum in der römischen Provinz Thracia bzw. in der Spätantike Haemimontus im östlichen Teil der Oberthrakischen Tiefebene. Es gehörte zur Kirchenprovinz Hadrianopolis in Haemimonto.
Die namensgebende Stadt war bis ins 15. Jahrhundert hinein ein bedeutender Hafen, der dann im Laufe der osmanischen Expansion verfiel. Heute befindet sich an ihrer Stelle das Städtchen Ahtopol. Es liegt in Bulgarien an der Schwarzmeerküste, nur wenige Kilometer nördlich der Grenze zur Türkei.
| Titularbischöfe von Agathopolis |                                      |                                                            |                    |                    |
| Nr.                             | Name                                 | Amt                                                        | von                | bis                |
| 1                               | Thomas Weldner OFM                   | Weihbischof in Konstanz (Deutschland)                      | 2. März 1461       | 29. September 1470 |
| 2                               | Gatien de Galliczon                  | Koadjutorbischof von Bagdad (Irak)                         | 8. Juli 1707       | 27. Dezember 1712  |
| 3                               | François Pottier MEP                 | Apostolischer Vikar in Setchoan (Chinesisches Kaiserreich) | 24. Januar 1767    | 28. September 1792 |
| 4                               | Giacomo Pisani                       |                                                            | 18. Dezember 1786  |                    |
| 5                               | Gregorio Muccioli                    | Kurienbischof                                              | 19. April 1822     | 1837               |
| 6                               | François-Adelaide-Adolphe Lanneluc   | Koadjutor von Aire (Frankreich)                            | 11. Juli 1839      | 29. Dezember 1839  |
| 7                               | Gesualdo Vitali                      | Weihbischof in Ostia (Italien)                             | 27. September 1852 | 27. März 1865      |
| 8                               | Louis Bel CM                         | Apostolischer Vikar von Abessinien (Äthiopien)             | 11. Juli 1865      | 1. März 1868       |
| 9                               | Franz Adolf Namszanowski             | Apostolischer Vikar im Militärordinariat von (Deutschland) | 22. Mai 1868       | 22. März 1900      |
| 10                              | Balthasar Kaltner                    | Weihbischof in Salzburg (Österreich)                       | 15. April 1901     | 3. November 1910   |
| 11                              | Francesco Camillo Carrara OFMCap     | Apostolischer Vikar von Asmara (Eritrea)                   | 7. Februar 1911    | 15. Juni 1954      |
| 12                              | Pedro Pascual Miguel y Martínez OdeM | Prälat von Bom Jesus do Piaui (Brasilien)                  | 18. Dezember 1924  | 5. Mai 1926        |
| 13                              | Joseph-Tobie Mariétan C.R.A.         | emeritierter Abt von Saint-Maurice (Schweiz)               | 8. Februar 1931    | 10. Januar 1943    |
| 14                              | Casimiro Morcillo González           | Weihbischof in Madrid (Spanien)                            | 25. Januar 1943    | 13. Mai 1950       |
| 15                              | Frane Franić                         | Weihbischof in Split-Makarska (Kroatien)                   | 22. September 1950 | 24. Dezember 1960  |
| 16                              | Laurent Noël                         | Weihbischof in Québec (Kanada)                             | 25. Juni 1963      | 8. November 1975   |
| 17                              | Robert Mikhail Moskal                | Weihbischof in Philadelphia (Pennsylvania, USA)            | 3. August 1981     | 5. Dezember 1983   |
| 18                              | Michael Kuchmiak CSSR                | Bischof im Apostolischen Exarchat für Großbritannien       | 27. Februar 1988   | 26. August 2008    |